# Дарбутішкяй
Дарбутішкяй (Darbutiškiai) — хутір у Литві, Расейняйський район, Шилувське староство, знаходиться за 4 км від села Шилува. 2001 року в Дарбутішкяї проживало 19 людей.

## Принагідно
- Darbutiškiai [Архівовано 6 серпня 2018 у Wayback Machine.]

| Литва | Це незавершена стаття з географії Литви. Ви можете допомогти проєкту, виправивши або дописавши її. |